# Southwark (stanice metra v Londýně)
Southwark je stanice londýnského metra, otevřená 20. listopadu 1999. Stanice je v TravelZone 1. Nachází se na lince:
- Jubilee Line (mezi stanicemi Waterloo a London Bridge)

| Rok  | Počet cestujících |
| ---- | ----------------- |
| 2011 | 11,07 mil         |
| 2012 | 11,98 mil         |
| 2013 | 13,46 mil         |
| 2014 | 14,15 mil         |